# Витебск (аэропорт)
Аэропорт Витебск (Восточный) — международный (с 1996 года) аэропорт города Витебск.

## История
В 1932 году в южном пригороде Витебска (нынче улица Чкалова) построили первый аэродром с искусственной взлётно-посадочной полосой. В 1978 году он был перемещён в район деревни Вороны в 11 км от города.
На 2024 год аэропорт «Витебск» является филиалом Государственного Предприятия «Белаэронавигация» и в состоянии принимать любые воздушные суда. Аэропорт имеет пропускную способность до 150 пассажиров в час, зал VIP и все необходимые структуры для пассажиров, багажа и грузов.
В 2014 году аэропорт возобновил пассажирские перевозки чартерными рейсами Витебск — Анталья. Всего программа полётов включает 22 рейса в период с 1 июня по 19 сентября.
С 9 июня по 8 сентября 2017 года в летнем расписании авиакомпании «Белавиа» заявлен регулярный рейс Витебск — Калининград с частотой два раза в неделю.
С 2020 года выполнялись рейсы только по двум направлениям.
С 7 февраля 2024 года «Белавиа» возобновила чартерные рейсы из Витебска в Шарм-эш-Шейх.

## Принимаемые типыВС
Ан-12, Ан-24, Ан-26, Ил-76, Ту-134, Ту-154, Як-40, Як-42, Airbus A310, ATR 42, ATR 72, Boeing 737-500(-800), Boeing 757-200 и др. типы ВС 3-4 класса, вертолёты всех типов. Максимальный взлётный вес воздушного судна 190 тонн. Классификационное число ВПП (PCN) 24/R/W/T.

## Происшествия
- 23 ноября 1979 года близ деревни Горяны (Косово) Витебского района состоялось крушение самолёта Ил-76 под командованием Юрия Панфилова, дислоцировавшегося в Витебске 339-го военно-транспортного авиационного полка (ВТАП). Экипаж погиб[7]
- 5 апреля 1973 г. произошла катастрофа самолёта Ан-12. Из-за обледенения свалился и взорвался при ударе о землю в районе Витебска. Экипаж и пассажиры погибли[источник не указан 301 день].